# Milorad Vučelić
Milorad Vučelić (Sivac, 1948.), po zanimanju diplomirani pravnik, je bivši srbijanski političar, visoki funkcionar Socijalističke partije Srbije, i jedan od najbližih suradnika bivšeg predsjednika SRJ i Srbije Slobodana Miloševića. Početkom 1990-ih, bio je generalni ravnatelj Radio-televizije Srbije.
Danas je glavni i odgovorni urednik beogradskog tjednika "Pečat".